# Suleiman ibn Qutulmish
Suleiman ibn Qutulmish (†1086) wordt algemeen beschouwd als de stichter van het Sultanaat van Rûm.

## Context
Sultan Malik Sjah I van de Seltsjoeken (1072-1092) had geen bezwaar dat Suleiman in 1075 de stad Nicea veroverde en stelde hem aan als gouverneur. Dat hij zich mengde in Byzantijnse aangelegenheden lag al moeilijker. Rond 1081 had Suleiman controle over Bithynië en in 1084 veroverde hij Antakya. Toen hij ook Aleppo wilde innemen kwam hij in conflict met de emir van Syrië, Tutush I, broer van de sultan. Tijdens de slag bij Ain Salm in 1086 sneuvelde Suleiman, werd zijn zoon Kilij Arslan I gevangengenomen en opgesloten in Isfahan, Perzië.